# 연설작가

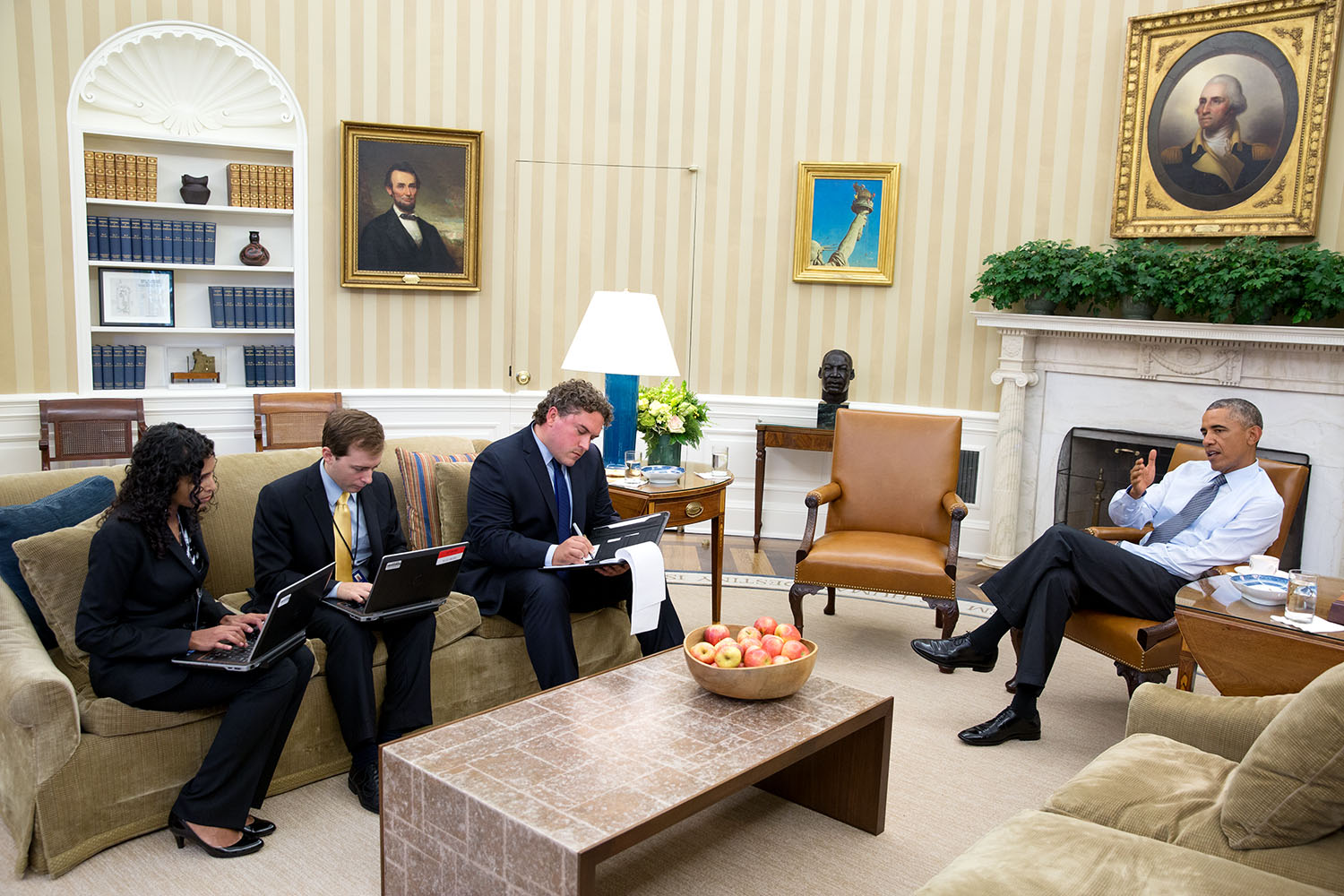

연설작가는 연설문을 대신 써주는 작가이다. 연설을 할 임원이나 공직자 등의 입장에 맞게 연설문의 초안을 작성해 연설자에게 전달하고, 서로 논의하는 일을 한다.